# Парофазна епітаксія
Парофазна епітаксія (англ. Vapor-phase epitaxy, VPE) — метод епітаксіального вирощування кристалів із паро-газової фази.

## Технологія
Процес парофазного нарощування речовини оснований на реакціях синтезу або перекристалізації за рахунок хімічного перенесення, а також на перенесенні речовини шляхом випаровування та конденсації. 
Один із способів має назву сендвіч-методу (метод малих інтервалів). Він полягає в тому, що вихідний порошкоподібний матеріал поміщають на малій відстані (0,1—1,0 мм) від монокристалічної підкладки, температура якої на 20—40° нижче, ніж у вихідної речовини. В присутності газу-носія (наприкла, водяна пара, галогени) відбувається кристалізація речовини на підкладці з дуже малими втратами (коефіцієнт перенесення досягає 90% від маси вихідної речовини).
Досконалішим та універсальним є метод, оснований на синтезі твердої речовини з летючих компонентів чи їх сполук. Легуючі домішки вводять у вигляді паровидних сполук. Використання цих сполук дає можливість дуже точно і легко керувати дозуванням компонентів з'єднання та легуючих домішок. в результаті вдається отримати шари твердих розчинів зі змінним за товщиною складом, що необхідно тоді, коли підкладка та нарощуваний матеріал мають погану сумісність (за параметрами кристалічної решітки та коефіцієнтом термічного розширення).